# کاراپت آدامیان
کاراپت «شارل» آدامیان (ارمنی: Կարապետ (Շառլ) Ադամյան؛ انگلیسی: Charles Garabed Atamian؛ زاده ۱۸ سپتامبر ۱۸۷۲ – درگذشته ۳۰ ژوئیهٔ ۱۹۴۷) یک نقاش ارمنی‌تبار اهل فرانسه بود.

## زندگینامه
آدامیان در ۱۸ سپتامبر ۱۸۷۲ در کنستانتینوپل به دنیا آمد. وی یکی از نجات‌یافتگان کشتار حمیدیه بود. وی از کالج موراد-رافائلیان فارغ التحصیل شد. وی همچنین برنده جوایزی همچون شد. وی در ۳۰ ژوئیهٔ ۱۹۴۷ در سن ۷۴ سالگی در پاریس درگذشت.

## نگارخانه

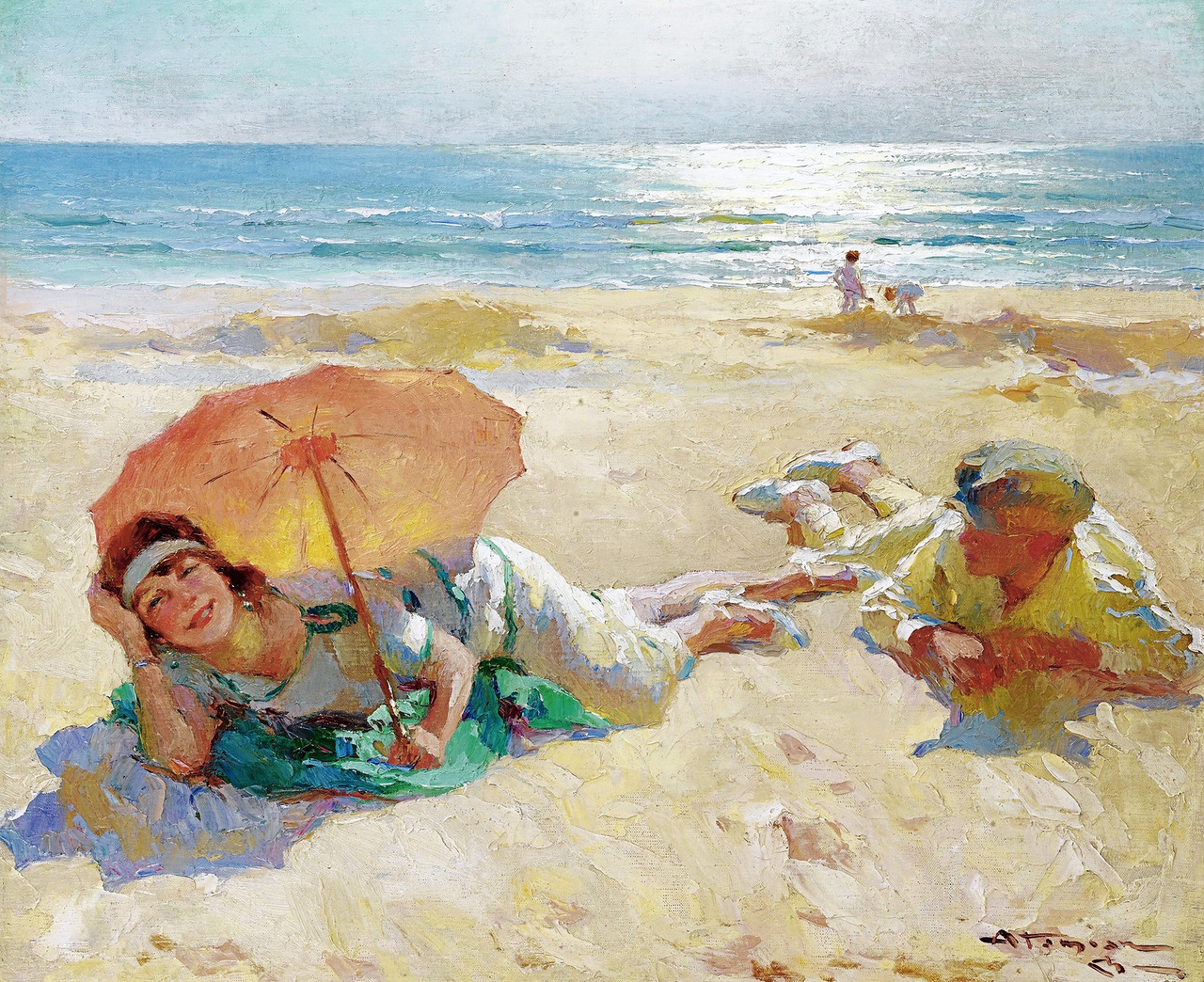
در ساحل
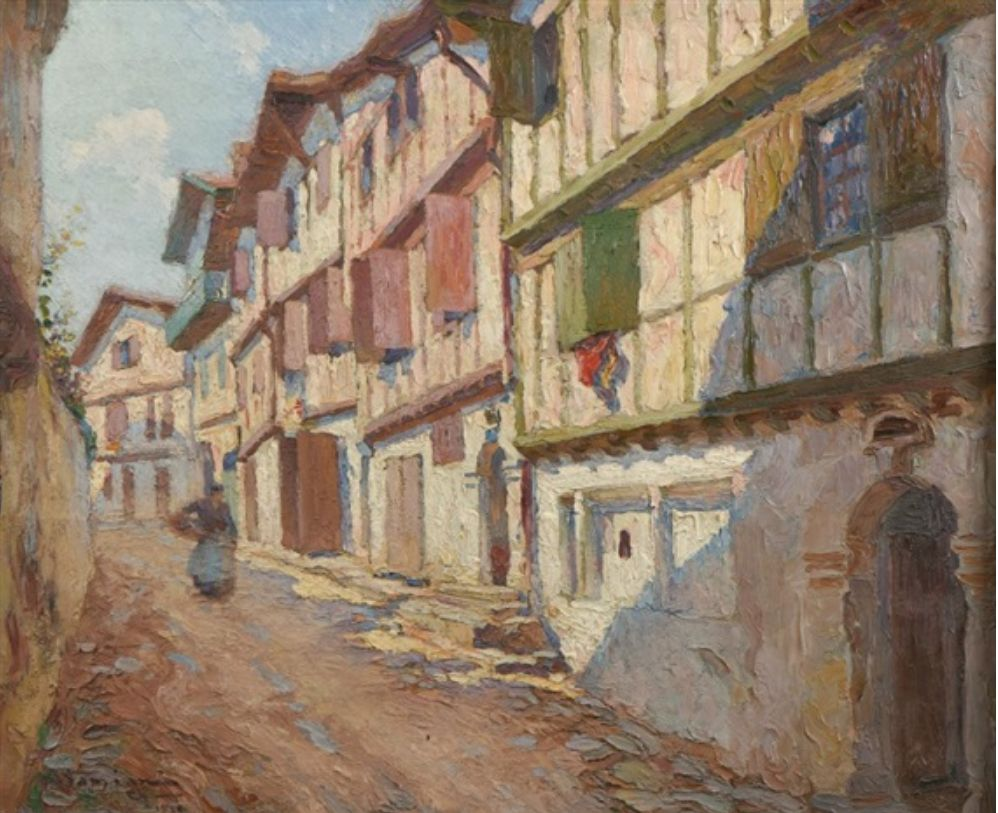
کوچه ای در سن-ژان-دو-لوز